# Elle Fanning
Mary Elle Fanning (Conyers, Georgia 1998. április 9. –) amerikai színésznő, Dakota Fanning húga. Édesanyja révén III. Eduárd angol király leszármazottja.

## Gyermekkora és családja
Az Amerikai Egyesült Államok Conyers nevű városában született. Nővére, Dakota Fanning szintén színésznő, nagynénjük, Jill Arrington az ESPN riportere. 

## Színészi pályafutása
2001-ben, háromévesen szerepelt először filmben: a Nevem Sam című filmdrámában a nővére által eljátszott Lucy Diamond Dawson kétéves énjét alakította. A Harmadik típusú emberrablások 2002-es epizódjában szintén az egyik szereplő gyerekkori megtestesítőjeként volt látható. A következő évben, 2003-ban a korábbiakhoz képest változást jelentett az Amynek ítélve és az Oviapu, bár utóbbiban csak mellékszereplőként tűnt fel. Még ebben az évben a CSI: Miami helyszínelők, majd 2004-ben a CSI: New York-i helyszínelők egy-egy részében jelent meg. A két sorozat között A titkos ajtó című filmben kapott szereplési lehetőséget és a Totoro – A varázserdő titka szinkronszínésze volt. 2005-ben egy rövidfilmet leszámítva csak a Lelkipásztor-kutya vígjátékban dolgozott. Egy év múlva az ekkora már elismertté vált Doktor House egyik részében láthatták a nézők. A 2006-os évben a Doktor House mellett több filmben és sorozatepizódban játszott: Sajttársak, Déjà Vu, Esküdt ellenségek: Különleges ügyosztály, Az elveszett szoba. Az évben a legjelentősebb szerepe a Bábel című filmben volt, ahol Brad Pitt és Cate Blanchett lányát játszotta.
2007-ben a Cserbenhagyás című filmben játszotta Emmát, Joaquin Phoenix és Jennifer Connelly gyászoló lányát. 
Főszerepet kapott a Csodaországban című drámában: ez egy fantasztikus történet egy kislányról, aki nem tudja követni a szabályokat.
2007 júliusától októberig a Diótörő 3D-t forgatta Budapesten, mely csak 2010 végén jelent meg. A film az 1920-as években játszódik Bécsben és egy kislányról szól, akinek a keresztapja egy különleges babát ad karácsony estéjén.
2008-ban kapott egy kis szerepet a Benjamin Button különös életében, mint Cate Blanchett karakterének fiatalabb változata. 2008 márciusában Elle és Dakota lettek volna A nővérem húga sztárjai, de nem vállalták el, amikor Dakota megtudta, a szerep kedvéért le kell borotválnia a haját. Helyükbe Abigail Breslin és Sofia Vassilieva léptek.
2009 áprilisában jelentették be, hogy Elle lesz a főszereplője Sofia Coppola Made in Hollywood című filmjének. A cselekmény középpontjában egy "rosszfiú" áll, aki arra kényszerül, hogy újragondolja az életét, amikor, lánya váratlanul megérkezik. A 67. Velencei Filmfesztiválon ez a film nyerte el a fődíjat.
2011-ben Az igazi kaland című családi filmvígjátékban tűnt fel.

## Filmográfia

### Film
| Év   | Magyar cím                            | Eredeti cím                               | Szerep                       | Magyar hang       |
| ---- | ------------------------------------- | ----------------------------------------- | ---------------------------- | ----------------- |
| 2001 | Nevem Sam                             | I Am Sam                                  | Lucy Dawson gyerekként       |                   |
| 2003 | Oviapu                                | Daddy Day Care                            | Jamie                        | Bartus Barbara    |
| 2004 | A titkos ajtó                         | The Door in the Floor                     | Ruth Cole                    | Talmács Márta     |
| 2005 | Egy kutya miatt                       | Because of Winn-Dixie                     | Sweetie Pie Thomas           |                   |
| 2005 | Totoro – A varázserdő titka           | My Neighbor Totoro                        | Kuszakabe Mei (angol hangja) |                   |
| 2005 |                                       | P.N.O.K.                                  | Rebecca Bullard              |                   |
| 2006 | Déjà Vu                               | Deja Vu                                   | Abbey                        | Talmács Márta     |
| 2006 | Bábel                                 | Babel                                     | Debbie                       | Kiss Bernadett    |
| 2006 | Sajttársak                            | I Want Someone to Eat Cheese With         | Penelope                     |                   |
| 2007 |                                       | Day 73 with Sarah (rövidfilm)             | Sarah                        |                   |
| 2007 | 9 – A szám hatalma                    | The Nines                                 | Noelle                       | Laudon Andrea     |
| 2007 | Cserbenhagyás                         | Reservation Road                          | Emma Learner                 | Nagy Katica       |
| 2008 | Benjamin Button különös élete         | The Curious Case of Benjamin Button       | Daisy 7 évesen               |                   |
| 2008 | Csodaországban                        | Phoebe in Wonderland                      | Phoebe Lichten               | Károlyi Lili      |
| 2009 | Astro Boy                             | Astro Boy                                 | Grace (hangja)               |                   |
| 2010 | Diótörő 3D                            | The Nutcracker in 3D                      | Mary                         | Károlyi Lili      |
| 2010 | Made in Hollywood                     | Somewhere                                 | Cleo                         | Nagy Blanka       |
| 2011 |                                       | The Curve of Forgotten Things (rövidfilm) | lány                         |                   |
| 2011 | Super 8                               | Super 8                                   | Alice Dainard                | Tamási Nikolett   |
| 2011 |                                       | Twixt                                     | V                            |                   |
| 2011 | Az igazi kaland                       | We Bought a Zoo                           | Lily Miska                   | Nagy Blanka       |
| 2012 | Ginger és Rosa                        | Ginger & Rosa                             | Ginger                       | Andrusko Marcella |
| 2012 |                                       | Leaning Toward Solace (rövidfilm)         | Sara                         |                   |
| 2014 |                                       | Young Ones                                | Mary Holms                   |                   |
| 2014 | A lentnél is lejjebb                  | Low Down                                  | Amy-Jo Albany                | Csifó Dorina      |
| 2014 | Demóna                                | Maleficent                                | Auróra                       | Laudon Andrea     |
| 2014 | Doboztrollok                          | The Boxtrolls                             | Winnie (hangja)              | Csifó Dorina      |
| 2015 | Trumbo                                | Trumbo                                    | Niki Trumbo                  | Tamási Nikolett   |
| 2015 |                                       | 3 Generations                             | Ray                          |                   |
| 2016 | Neon démon                            | The Neon Demon                            | Jesse                        |                   |
| 2016 | Huszadik századi nők                  | 20th Century Women                        | Julie                        | Andrusko Marcella |
| 2016 | Balerina                              | Ballerina                                 | Felicie (hangja)             | Laudon Andrea     |
| 2016 | Az éjszaka törvénye                   | Live by Night                             | Loretta Figgis               | Boda-Novy Emília  |
| 2017 | Sidney Hall eltűnése                  | Sidney Hall                               | Melody Jameson               | Molnár Ilona      |
| 2017 | Így csajozz egy földönkívülivel       | How to Talk to Girls at Parties           | Zan                          | Csuha Borbála     |
| 2017 | Csábítás                              | The Beguiled                              | Alicia                       | Laudon Andrea     |
| 2017 | Mary Shelley – Frankenstein születése | Mary Shelley                              | Mary Shelley                 |                   |
| 2018 |                                       | I Think We're Alone Now                   | Grace                        |                   |
| 2018 |                                       | Galveston                                 | Rocky                        |                   |
| 2018 | Violet hangja                         | Teen Spirit                               | Violet                       |                   |
| 2019 | Egy esős nap New Yorkban              | A Rainy Day in New York                   | Ashleigh Enright             |                   |
| 2019 | Demóna: A sötétség úrnője             | Maleficent: Mistress of Evil              | Auróra                       | Laudon Andrea     |
| 2020 | Molly                                 | The Roads Not Taken                       | Molly                        | Boda-Novy Emília  |
| 2020 | Veled minden hely ragyogó             | All the Bright Places                     | Violet                       |                   |
| 2024 | Sehol se otthon                       | A Complete Unknown                        | Sylvie Russo                 |                   |

### Televízió

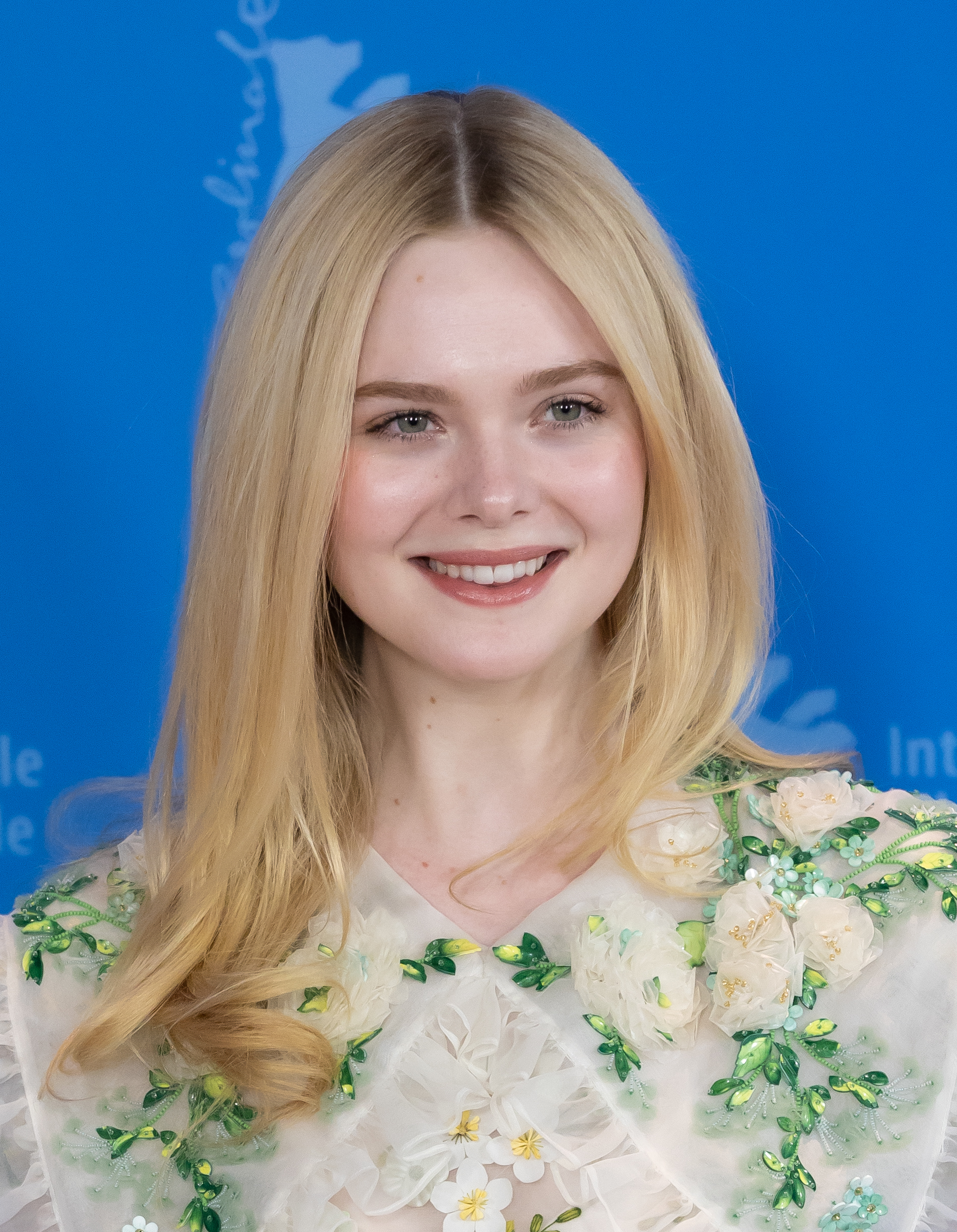
a 2020-as Berlini Nemzetközi Filmfesztiválon

| Év        | Magyar cím                               | Eredeti cím                        | Szerep                 | Megjegyzések                           |
| --------- | ---------------------------------------- | ---------------------------------- | ---------------------- | -------------------------------------- |
| 2002      | Harmadik típusú emberrablások            | Taken                              | Allie Keys háromévesen | 1 epizód                               |
| 2003      | Amynek ítélve                            | Judging Amy                        | Rochelle Cobbs         | 1 epizód                               |
| 2003      | CSI: Miami helyszínelők                  | CSI: Miami                         | Molly Walker           | 1 epizód                               |
| 2004      | CSI: New York-i helyszínelők             | CSI: NY                            | Jenny Como             | 1 epizód                               |
| 2006      | Doktor House                             | House                              | Stella Dalton          | 1 epizód                               |
| 2006      | Esküdt ellenségek: Különleges ügyosztály | Law & Order: Special Victims Unit  | Eden                   | 1 epizód                               |
| 2006      | Az elveszett szoba                       | The Lost Room                      | Anna Miller            | minisorozat (3 epizód)                 |
| 2006–2007 | Gyilkos elmék                            | Criminal Minds                     | Tracy Belle            | 2 epizód                               |
| 2007      | Édes, drága titkaink                     | Dirty Sexy Money                   | Kiki George            | 1 epizód                               |
| 2014      |                                          | HitRecord on TV                    | lány                   | 1 epizód                               |
| 2020      |                                          | The Disney Family Singalong        | önmaga                 | különkiadás                            |
| 2020–2023 | Nagy Katalin – A kezdetek                | The Great                          | Nagy Katalin           | főszereplő (30 epizód) vezető producer |
| 2021      | Robotcsirke                              | Robot Chicken                      | több szereplő hangja   | 1 epizód                               |
| 2022      |                                          | The Girl from Plainville           | Michelle Carter        | főszereplő és vezető producer          |
| 2024      |                                          | Mastermind: To Think Like a Killer | nem szerepel           | vezető producer                        |